# Orphinus woodvillensis
Orphinus woodvillensis là một loài bọ cánh cứng trong họ Dermestidae. Loài này được Blackburn miêu tả khoa học năm 1891.